# A28 (België)
De A28 is een uiterst korte Belgische autosnelweg in de buurt van Aarlen, in het uiterste zuidoosten van het land. De weg verbindt de gewestweg N81/E411 en de Franse N52/E411 die voorbij Longwy (Meurthe-et-Moselle - regio Grand Est) als de A30/E411 verdergaat). De weg is onderdeel van de Europese route E411 Brussel - Metz.
De weg is slechts drie kilometer lang en heeft geen aansluitingen op het overige snelwegennetwerk. De reden daarvoor is dat de weg slechts een klein voltooid gedeelte vormt van een geplande autosnelweg tussen Aarlen en Longwy. Het is de bedoeling dat deze nieuwe snelweg enkele kilometers ten oosten van de bestaande N81 kwam te liggen, beginnend op de A4/E25 ter hoogte van Hondelange, waar reeds enkele decennia een (nog) ongebruikt talud ligt. Bij het Belgische Sélange is tevens een verknoping voorzien met de, op dat moment verlengde, Luxemburgse A13. De nieuwe wegen dienen ter ontlasting van het snelwegennet rond Luxemburg. Het noord-zuidverkeer heeft dan een gelijkwaardig alternatief in geval van files.
De realisatie van de A28 werd in 1976 geschrapt door minister van Openbare Werken Louis Olivier. In Luxemburg werd wel nog langer uitgegaan van een aanleg van de Belgische A28.